# Чжи Чан Ук
Чжи Чан Ук (кор. 지창욱?, 池昌旭?; род. 5 июля 1987, Анян, Кёнгидо, Республика Корея) — южнокорейский актёр и певец. Стал популярен после исполнения главной роли Дон Хэ в телесериале «Улыбнись, Дон Хэ» (2010–2011) и с тех пор сыграл заметные главные роли в таких телесериалах как: «Воин Пэк Тон Су» (2011), «Императрица Ки» (2013–2014), «Хилер» (2014–2015), «К2» (2016), «Подозрительный партнёр» (2017), «Разморозь меня нежно» (2019), «Продавец на полставки» (2020), «Путь любви городской пары» (2020–2021), «Звук волшебства» (2022), «Расскажи мне своё желание» (2022), «Худшее из зол» (2023), «Добро пожаловать в Самдалли» (2023–2024).

## Карьера

### 2006–2009: Начало карьеры
Чжи Чан Ук начал свою карьеру в мюзиклах. Он дебютировал на широком экране в фильме 2006 года «Дни…» и сыграл второстепенную роль в корейском сериале 2008 года «Ты украла моё сердце». Официально он дебютировал в арт-хаусном фильме 2008 года «Спящая красавица».
В 2009 году он появился в корейском сериале выходного дня «Мои идеальные сыновья» Семейная дорама набрала рейтинги в 40 %. После он появился во второстепенной роли в комедийном экшн-сериале «Герой».

### 2010–2012: Растущая популярность
В 2010 Чжи Чан Ук получил свою первую главную роль в 159-серийном ежедневном телесериале Улыбнись, Дон Хэ». В нём он играл роль американского шорт-трекиста корейского происхождения. Для роли он тренировался каждый день по 5 часов на ледовом катке. «Улыбнись, Дон Хэ» занимал первое место по рейтингам на протяжении 15 недель, и Чжи Чан Ук получил награду «Лучший актёр ежедневного сериала» на KBS Drama Awards.
Затем он сыграл главную роль в исторической дораме «Воин Пэк Тон Су» 2011 года. Адаптированный по мотивам манхвы авторства Ли Чжэ Хона «Достопочтенный Пэк Тон Су», это история о фехтовальщике эпохи Чосон Пэк Тон Су, рассказывающая о его ранних годах, пока политические интриги не привели к соперничеству с его лучшим другом детства, ставшим врагом. Сериал занимал первое место по рейтингам 13 недель подряд, и Чжи Чан Ук получил награду «Новая звезда» на SBS Drama Awards. Позже в том же году он сыграл главную роль в сериале для кабельного канала «Овощной магазин холостяка», основанном на реальной истории Ли Ён Сока, молодого человека, который построил сеть из 33 магазинов за несколько лет.
В своей первой роли антагониста в сериале в жанре мелодрамы 2012 года «Пять пальцев» Чжи Чан Ук воплотил образ пианиста, который завидует природному музыкальному таланту старшего брата.
Чжи Чан Ук вернулся в музыкальный театр в 2013 году в мюзикле «Дни», играя телохранителя президента, который пропал 20 лет назад вместе с загадочной женщиной. «Дни» – это джукбокс-мюзикл, в котором использовались фолк-рок-песни Ким Кван Сока.

### 2013–2022: Прорыв и деятельность в других странах
Прорыв Чжи Чан Ука произошёл, когда он сыграл роль Тогон-Тэмура, императора династии Юань в историческом сериале «Императрица Ки». Сериал показал отличные рейтинги, в среднем на уровне 35,12%. Исполнение Чжи Чан Уком роли юного императора оставило сильное впечатление как у критиков, так и у аудитории, подарив ему признание первых и повышенную популярность у вторых.
С декабря 2014 по февраль 2015 года Чжи Чан Ук играл главную роль в экшн-триллере «Хилер» по сценарию Сон Чжи На. Он брал уроки боевых искусств для своей роли. После трансляции сериала Чан Ук стал очень популярен в Китае и других частях Азии. Затем он снялся в китайских сериалах «Девушка-вихрь 2» и «Мистер Райт».
В 2016 сыграл главную роль в экшн-сериале кабельного канала tvN «К2» — телохранителя, которого предают соотечественники и который влюбляется в девушку с ПТСР и явной социофобией. Сериал получил позитивные отзывы, занимая первые строчки рейтингов кабельных каналов на протяжении 8 недель показа. В ноябре 2016 года он снялся в рекламном веб-сериале «Семь первых поцелуев» для Lotte Duty Free.
В 2017 сыграл главную роль в экшн-фильме «Подставной город», играя безработного игрока в компьютерные игры, которого подставили, обвинив в убийстве. В том же году он снялся в романтической комедии телекомпании SBS «Подозрительный партнёр» в роли адвоката.
В 2019, после демобилизации из армии, Чжи Чан Ук получил главную роль в романтической комедии с фантастическим сюжетом «Разморозь меня нежно», где он сыграл роль телевизионного продюсера, который оказывается на 20 лет в будущем после неудачного проекта по замораживанию людей.
В 2020 году Чжи получил роль в романтическом комедийном сериале «Продавец на полставки», основанном на одноименном вебтуне. Он сыграл роль бывшего директора по связям с общественностью франчайзинговых магазинов, который в конечном итоге управляет собственным круглосуточным магазином. Он также снялся в романтическом комедийном веб-сериале «Путь любви городской пары», премьера которого состоялась на Kakao TV в декабре 2020 года.
В 2021 году он снялся в триллере Ким Чан Чжу «Скрытый звонок», сыграв таинственного абонента, который шантажирует главного героя и его семью бомбой, заложенной в машину, в которой они едут.
В 2022 году Джи появилась в сериале Netflix «Звук волшебства», основанном на одноименном вебтуне, в роли таинственного фокусника Ли Юла. В том же году он снялся в драме канала KBS2 «Расскажи мне своё желание» в роли бывшего заключенного, который работает волонтером в хосписе.

### 2023–наст. время: Основание собственного агентства
В марте 2023 года у Чжи закончился контракт с агентством Glorious Entertainment. 14 марта 2023 года Чжи находится на стадии подготовки к созданию агентства, состоящего из одного человека, со своим менеджером, который работает с ним более десяти лет. В апреле 2023 года Чжи подписал контракт с агентством Spring Company.

## Личная жизнь
Чжи Чан Ук начал обязательную военную службу в южнокорейской армии 14 августа 2017 года. Он прошёл базовую военную подготовку в городе Чхорвон, провинция Канвондо.. До завершения базовой подготовки он получил награду за высокие результаты. 
Чжи Чан Ука определили в 5 Артиллерийскую бригаду там же, в Чхорвоне, на всё оставшееся время его военной службы Его назначили командиром взвода и повысили до звания капрала.. Демобилизовался 27 апреля 2019 года.

## Благотворительность
В феврале 2023 года Чжи пожертвовал 100 миллионов вон, чтобы помочь пострадавшим от землетрясения в Турции и Сирии в 2023 году, пожертвовав деньги через Национальную ассоциацию помощи пострадавшим от стихийных бедствий «Мост Надежды».

## Фильмография

### Фильмы
| Год  | Название                           | Роль          | Комментарий                 | Ист.   |
| ---- | ---------------------------------- | ------------- | --------------------------- | ------ |
| 2006 | Дни…                               |               |                             |        |
| 2008 | Спящая красавица                   | Джинсу        |                             |        |
| 2009 | Где Чон Сын Пхиль                  | Сон Ган Мэн   |                             | [ 47 ] |
| 2010 | Звонок смерти 2: Кровавый лагерь   | Soo-il        |                             | [ 48 ] |
| 2011 | Признание                          |               | короткометражный            | [ 49 ] |
| 2013 | Руководство по манипуляции парнями | брат Хонджуна | камео                       |        |
| 2015 | Долгий путь домой                  |               | камео                       | [ 51 ] |
| 2017 | Подставной город                   | Квон Ю        |                             | [ 52 ] |
| 2017 | Твоё имя                           | Таки Татибана | озвучка в корейском дубляже | [ 53 ] |
| 2017 | Братья                             |               | камео                       | [ 54 ] |
| 2021 | Скрытый звонок                     | Джину         |                             |        |
| 2024 | Револьвер                          |               |                             |        |

### Телевизионные сериалы
| Год       | Название                        | Роль                            | Телевещание | Примечание           | Ист.   |
| --------- | ------------------------------- | ------------------------------- | ----------- | -------------------- | ------ |
| 2008      | Ты украла моё сердце            | Ли Филип                        | KBS2        |                      |        |
| 2009      | Мои слишком идеальные сыновья   | Сон Мипун                       | KBS2        |                      | [ 3 ]  |
| 2009—2010 | Герой                           | Пак Джунхён                     | MBC         |                      | [ 55 ] |
| 2010—2011 | Улыбнись, Тонхэ                 | Карл Лейкер / Тонхэ             | KBS1        |                      | [ 5 ]  |
| 2011      | Воин Пэк Тон Су                 | Пэк Тонсу                       | SBS         |                      | [ 56 ] |
| 2011—2012 | Овощной магазин холостяка       | Хан Тэян                        | Channel A   |                      | [ 57 ] |
| 2012      | Пять пальцев                    | Ю Инха                          | SBS         |                      | [ 15 ] |
| 2013—2014 | Императрица Ки                  | Тогон-Тэмур                     | MBC         |                      | [ 18 ] |
| 2014—2015 | Хилер                           | Со Джунхо / Пак Бонсу / «Хилер» | KBS2        |                      | [ 58 ] |
| 2016      | Девушка-вихрь 2                 | Чан Ань                         | Hunan TV    | китайский телесериал | [ 25 ] |
| 2016      | K2                              | Ким Джиха                       | tvN         |                      | [ 59 ] |
| 2017      | Подозрительный партнёр          | Но Джиук                        | SBS         |                      | [ 60 ] |
| 2019      | Разморозь меня нежно            | Ма Дончан                       | tvN         |                      | [ 32 ] |
| 2020      | Круглосуточный магазин Сет Бёль | Чхве Дехён                      | SBS         |                      |        |
| 2023–2024 | Добро пожаловать в Самдали      | Чхо Ён Пиль                     | SBS         |                      | [ 26 ] |

### Веб сериалы
| Год       | Название                       | Роль                             | Комментарий                                        | Ист.          |
| --------- | ------------------------------ | -------------------------------- | -------------------------------------------------- | ------------- |
| 2014      | Kara: Secret Love              | Angel No. 2013, Chun Sa Nam      | Ep.9-10: «Have You Ever Had Coffee with an Angel?» | [ 61 ]        |
| 2016      | Семь первых поцелуев (реклама) | в роли себя самого               | Ep. 3-4                                            | [ 29 ]        |
| 2020–2021 | Путь любви городской пары      | Пак Чжэ Вон                      |                                                    | [ 62 ] [ 63 ] |
| 2022      | Звук волшебства                | Ли Ёль                           |                                                    | [ 64 ]        |
| 2023      | Худшее из зол                  | Пак Джун Мо                      |                                                    | [ 65 ]        |
| 2024      | Королева У                     | Ган Нам Му / Гогукчхон из Когуре |                                                    | [ 66 ]        |
| 2024      | Каннам: Обратная сторона       | Юн Гиль Хо                       |                                                    | [ 67 ]        |

### Музыкальные видео
| Год  | Название песни         | Артист                      | Ист.   |
| ---- | ---------------------- | --------------------------- | ------ |
| 2007 | «Are You Ready»        | Lena Park feat. Dynamic Duo |        |
| 2009 | «We Broke Up Today»    | Younha                      | [ 68 ] |
| 2010 | «I Have to Let You Go» | Young Gun                   | [ 69 ] |
| 2011 | «Cry Cry»              | T-ara                       |        |
| 2012 | «Lovey-Dovey»          | T-ara                       | [ 70 ] |
| 2012 | «I Need You»           | K.Will                      | [ 71 ] |
| 2013 | «That’s My Fault»      | Speed                       | [ 72 ] |
| 2013 | «It’s Over»            | Speed                       | [ 73 ] |

## Мюзиклы
| Год  | Название            | Роль         | Комментарий | Ист.   |
| ---- | ------------------- | ------------ | --- | ------ |
| 2007 | Fire and Ice        |              | - Composed of three short plays: Moon Story, Sandglass, That’s Right!                                                                         |        |
| 2011 | Thrill Me           | Richard Loeb | | [ 74 ] |
| 2013 | The Days            | Mu-young     | - Jukebox musical featuring songs by late folk-rock singer Kim Kwang-seok. - Starred in the musical’s first run from April to September 2013. | [ 17 ] |
| 2013 | Jack the Ripper     | Daniel       | | [ 75 ] |
| 2013 | Brothers Were Brave | Lee Joo-bong | | [ 76 ] |
| 2014 | The Days            | Mu-young     | - Reprised his role for the musical’s second run from October 2014 to May 2015, December 2015.                                                |        |
| 2016 | The Days            | Mu-young     | - Reprised his role for the musical’s third and final run from August to November 2016 (select performances only).                            |        |

## Дискография

### Мини-альбомы
| Год  | Название    | Примечание | Ист.   |
| ---- | ----------- | ---------- | ------ |
| 2016 | Be With You | Mandarin   | [ 77 ] |

### Синглы
| Year | Title | Notes                                                       | Ref.   |
| ---- | --- | ----------------------------------------------------------- | ------ |
| 2011 | «Meet-Again Meet Again»                                                                                      | track from Warrior Baek Dong-soo OST                        | [ 78 ] |
| 2011 | «Oh-Sing-Sing-Men Oh Sing Sing Men» (with Lee Kwang-soo, Kim Young-kwang, Shin Won-ho, Sung-je, and Ji-hyuk) | tracks from Bachelor's Vegetable Store OST Japanese release | [ 79 ] |
| 2011 | «Your Warmth»                                                                                                | tracks from Bachelor's Vegetable Store OST Japanese release |        |
| 2012 | «Fill Up» | track from Five Fingers OST                                 | [ 80 ] |
| 2014 | «To the Butterfly»                                                                                           | track from Empress Ki OST                                   | [ 81 ] |
| 2015 | «I Will Protect You»                                                                                         | track from Healer OST                                       | [ 82 ] |
| 2016 | «Kissing You»                                                                                                | track from First Seven Kisses OST                           | [ 83 ] |
| 2017 | "101 Reasons Why I Like You"                                                                                 | track from Suspicious Partner OST                           | [ 84 ] |

## Награды и номинации
| Год  | Премия                                | Категория                                                                  | Что номинировано       | Результат | Ref.   |
| ---- | ------------------------------------- | -------------------------------------------------------------------------- | ---------------------- | --------- | ------ |
| 2010 | KBS Drama Awards                      | Лучший актёр-новичок                                                       | Улыбнись, Донхэ        | Номинация |        |
| 2011 | 4th Korea Drama Awards                | Лучший актёр-новичок                                                       | Улыбнись, Донхэ        | Номинация |        |
| 2011 | KBS Drama Awards                      | Excellence Award, Actor in a Daily Drama                                   | Улыбнись, Донхэ        | Победа    | [ 7 ]  |
| 2011 | 2011 SBS Drama Awards                 | New Star Award                                                             | Воин Бэк Донсу         | Победа    | [ 12 ] |
| 2012 | SBS Drama Awards                      | Excellence Award, Actor in a Weekend/Daily Drama                           | Пять пальцев           | Номинация |        |
| 2013 | 7th The Musical Awards                | Best New Actor                                                             | Дни                    | Победа    | [ 85 ] |
| 2013 | MBC Drama Awards                      | Excellence Award, Actor in a Special Project Drama                         | Императрица Ки         | Победа    | [ 86 ] |
| 2014 | 9th Seoul International Drama Awards  | Outstanding Korean Actor                                                   | Императрица Ки         | Номинация |        |
| 2014 | 7th Korea Drama Awards                | Top Excellence Award, Actor                                                | Императрица Ки         | Номинация |        |
| 2014 | 3rd APAN Star Awards                  | Excellence Award, Actor in a Serial Drama                                  | Императрица Ки         | Номинация |        |
| 2014 | KBS Drama Awards                      | Excellence Award, Actor in a Mid-length Drama                              | Хилер                  | Номинация |        |
| 2014 | KBS Drama Awards                      | Popularity Award, Actor                                                    | Хилер                  | Победа    | [ 87 ] |
| 2014 | KBS Drama Awards                      | Лучшая парочка (с актрисой Пак Мин Ён)                                     | Хилер                  | Победа    | [ 88 ] |
| 2015 | 4th APAN Star Awards                  | Excellence Award, Actor in a Miniseries                                    | Хилер                  | Номинация |        |
| 2015 | China TV Drama Awards                 | Самый популярный актёр                                                     | Хилер                  | Победа    | [ 89 ] |
| 2016 | 31st Korea’s Best Dresser Swan Awards | Best Dressed Actor                                                         | K2                     | Победа    | [ 90 ] |
| 2017 | 53 премия Пэксан                      | Лучший актёр-новичок(фильмы)                                               | Искажённый город       | Номинация |        |
| 2017 | 25th SBS Drama Awards                 | «Top Excellence Award» для актёров в сериалах, выходящих в среду и четверг | Подозрительный партнёр | Номинация |        |
| 2017 | 25th SBS Drama Awards                 | Лучшая парочка (с актрисой Нам Джихён)                                     | Подозрительный партнёр | Номинация |        |